# علم الفطريات

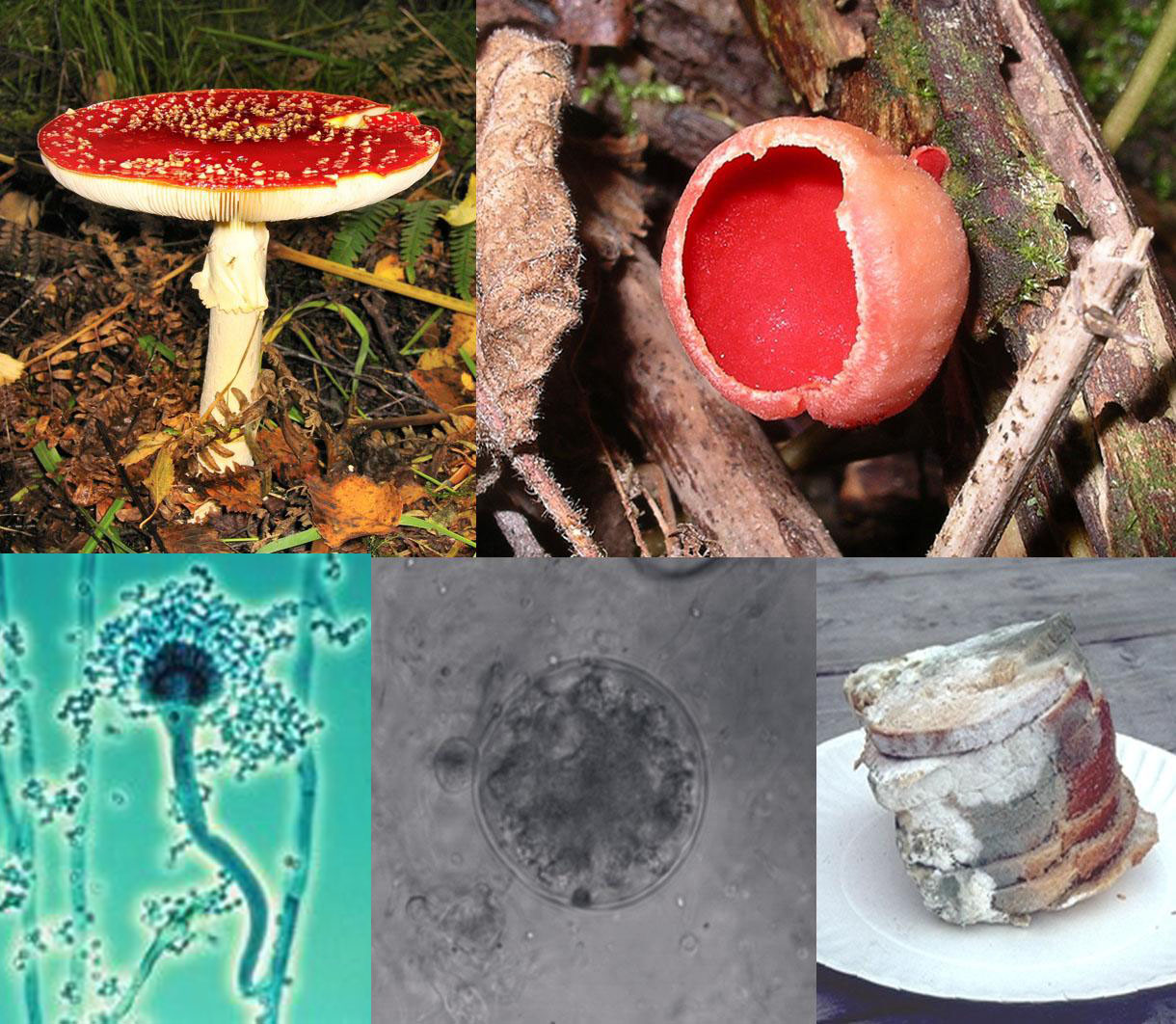
بعض الفطريات

علم الفطريات (بالإنجليزية: Mycology) علم يهتم بدراسة كل مايتعلق بالفطريات من تركيب وتكاثر وتغذية وتصنيف .
والتسمية العلمية لهذا العلم جاءت من الكلمة اليونانية القديمة ( ميكوس Mykes ) وتعني فطر عيش الغراب ، ولوجوس Logos تعني علم أو دراسة.
أما دراسة ما سبق أن توصل إليه العلماء من معرفة في مجال الأمراض النباتية التي تصيب النباتات وخاصة المحاصيل الزراعية ومسببات تلك الأمراض (فطرية، بكتيرية، فيروسية ..إلخ) وطرق مقاومتها والحد من انتشارها فيسمى علم أمراض النبات Phytopathology
وقد أخذ علم الفطريات في التقدم منذ بداية القرن الحالي وذلك بفضل التوسع في طرق البحث العلمي حيث تشعبت الدراسات في هذا العلم واتسعت آفاقها اتساعًا كبيرًا حتى صار من المتعذر أن يلمّ عالم واحد بجميع شعبها , ومن هنا بدأ التخصص فقسّم علم الفطريات إلى عدد من الفروع الرئيسية التي يكاد أن يصبح كلّ فرع منها علمًا مستقلّا بذاته ,شأنه في ذلك شأن بقية العلوم الأخرى , وأهمّ هذه الفروع:
- بيئة الفطريات Fungal ecolog.
- فسيولوجيا الفطريات Fungal physiology.
- وراثة الفطريات Fungal genetics.
- علم الفطريات الصناعية Industrial علم الفطريات.
- علم الفطريات الطبية Medical mycology.

إلى غير ذلك من فروع هذا العلم التي تستجدّ كلّ يوم.

## وصلات خارجية
- مملكة الفطريات